# Hellmuth Wachtel

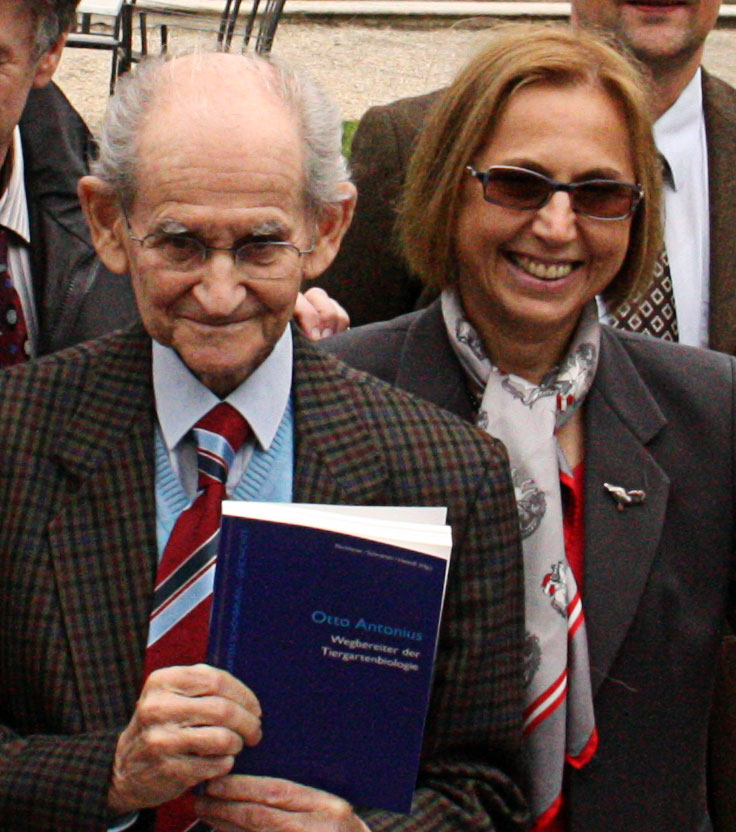
Hellmuth Wachtel mit Dagmar Schratter bei der Präsentation des Buches „Otto Antonius - Wegbereiter der Tiergartenbiologie“ im Tiergarten Schönbrunn, Wien 2010.

Hellmuth Wachtel (* 1925 in Wien; † 24. Oktober 2015) war ein österreichischer Kynologe und Autor. Er beschäftigte sich seit 1980 intensiv mit dem Thema Genetik.

## Leben und Arbeitsgebiet
Hellmuth Wachtel studierte Landwirtschaft an der Universität für Bodenkultur Wien, mit den Schwerpunkten Tierzucht und Genetik. Seit über vierzig Jahren hält er Hunde und war lange Zeit im Hundesport aktiv (besonders Agility). Er setzte sich vor allem auch für die Verbreitung von Kenntnissen über die genetische Gesundheitserhaltung und -verbesserung der Hunde und ihrer Rassenpopulationen ein.
Seit seiner Pensionierung 1985 war er ehrenamtlicher Mitarbeiter beim Österreichischen Kynologenverband und ständiger Mitarbeiter der Zeitschrift Unsere Hunde. Hier veröffentlichte er regelmäßig Artikel zum Thema Hund und übersetzte außerdem ausländische kynologische Fachliteratur aus zwölf Sprachen (FCI-Bereich, USA, England). Auch in anderen in- und ausländischen Hundezeitschriften veröffentlichte er regelmäßig Fachartikel rund um den Hund. In einem speziellen Studium widmete er sich der Literatur über Zucht, Genetik und Verhalten der Hunde. Im Rahmen des Österreichischen Kynologenverbandes organisierte er praktische Übungen in Hör-Identifikation zur Prüfung der Möglichkeiten von Hunden, sie für die Erkennung, das Apportieren oder Suchen von verschiedenen Gegenständen auf Befehl auszubilden. Solche Fähigkeiten wurden bereits von Werner Fischel in seinem Buch Die Seele des Hundes bestritten, jedoch von C.A. Young nachgewiesen (siehe auch Rico unter Border-Collie). In seinem Hauptinteressengebiet, der Genetik, verfasste er außerdem ein populationsgenetisches Computerprogramm für die Kynologie. Er sah in der Zucht „heterozygoter Rassehunde“ einen Weg zum Zurückdrängen von Erbkrankheiten bei Rassehunden und setzte sich daher gegen Inzucht und den übermäßigen Einsatz weniger Zuchtrüden (Matadorzucht) ein.
Des Weiteren war er Referent zahlreicher Vorträge und Seminare bei kynologischen Veranstaltungen im In- und Ausland (Deutschland, Schweden, Dänemark). Laufende Kontakte unterhielt er zu wissenschaftlichen Instituten, insbesondere zum Institut für Haustierkunde an der Christian-Albrechts-Universität zu Kiel und zur Universität für Bodenkultur Wien. Als ehrenamtlicher Mitarbeiter war er Mitglied des Wissenschaftlichen Beirates für Tiergartenbiologie, Zoologie und Ökologie des Wiener Tiergartens Schönbrunn.